# Smiling Buddha
Smiling Buddha (conhecida também pelo código Pokhran-I) foi o codinome para a primeira explosão nuclear indiana, ocorrida em 18 de maio de 1974.
Foi detonada em Pokhran, no estado de Rajasthan. Pokhran-I foi também o primeiro teste de armas nucleares confirmado por uma nação fora dos cinco membros permanentes do Conselho de Segurança das Nações Unidas.